# Маршал (окръг, Канзас)
Вижте пояснителната страница за други значения на Маршал.
Окръг Маршал (на английски: Marshall County) е окръг в щата Канзас, Съединени американски щати. Площта му е 2341 km², а населението - 10 405 души. Административен център е град Мерисвил.